# Planadas (kommun)
Planadas är en kommun i Colombia.   Den ligger i departementet Tolima, i den centrala delen av landet, 240 km sydväst om huvudstaden Bogotá. Antalet invånare är 29 417. Arean är 1 445 kvadratkilometer.
Terrängen i Planadas är mycket bergig.